# Faro del Cabo Palmas
El Faro del Cabo Palmas (en inglés: Cape Palmas Lighthouse) fue el primer faro erigido en la mitad del siglo XIX erigido en la costa atlántica de África Occidental, específicamente en Cabo Palmas en Liberia. 
La torre actual y sus dependencias fueron construidas en la década de 1940, cuando los Estados Unidos construyeron con fines militares algunas estructuras como puertos, aeropuertos y carreteras en Liberia. 
El actual faro es una esbelta torre delgada, de unos 22 metros de altura, hecha de hormigón con escalera de caracol insertada en el interior y una plataforma abierta. En el centro de la plataforma se encuentra insertado un faro en una cápsula de vidrio. La torre se eleva en el lado occidental del estrecho, que se proyecta hacia el mar en un promontorio rocoso.